# Nephele penaeus
Nephele penaeus är en fjärilsart som beskrevs av Jean Baptiste Boisduval 1875. Nephele penaeus ingår i släktet Nephele och familjen svärmare. Inga underarter finns listade i Catalogue of Life.